# Foresta dei violini
Der Foresta dei violini (Geigenwald) ist ein 2700 Hektar großer Bergwald in den Dolomiten im Gebiet der italienischen Gemeinde San Martino di Castrozza im Osten der Provinz Trient. Der Geigenwald gehört zum 19.100 Hektar großen Naturpark Parco Naturale Paneveggio – Pale di San Martino. Der Fichtenwald ist der größte zusammenhängende Wald der italienischen Alpen. Der Wald liegt in einer Höhe zwischen 1500 und 2000 m s.l.m.
Schon die Venezianer nutzten das Holz für ihre Schiffsbauten. Berühmt wurde der Wald seit der Renaissance durch die Nutzung der dort wachsenden Haselfichten für den Geigenbau, der er auch seinen Namen verdankt. Im 17. Jahrhundert besuchte der berühmte Geigenbauer Antonio Stradivari aus Cremona, später Abgesandte seiner Familie, den Fichtenwald von Paneveggio, um die besten Stämme dort zu erwerben.